# 金元浩
 金元浩（韓語：김원호，1999年6月2日—）或譯作金元昊，韓国男子羽毛球運動員。水原市出生，毕业于梅院高中。其母親则是1996年奧運會混雙金牌得主吉永雅。

## 簡歷

### 青年期
2016年7月，金元浩代表韩國隊出戰泰國曼谷舉行的亚洲青年羽毛球錦標賽，在率先進行的混合团体赛中，韩國队取得银牌；而在雙打賽事中，金元浩与李幽琳則在決賽以1比2不敌中国组合，最後赢得亚軍。
2017年10月，金元浩代表韩國隊出戰印尼日惹舉行的世界青年羽毛球錦標賽，在率先進行的混合团体赛中，韩國队取得铜牌；而在雙打賽事中，金元浩与姜敏赫則在準决赛以1比2（21-19、17-21、19-21）不敌日本组合的金子真大/久保田友之祐，后者也为日本队在世青赛上首夺男双冠军，同时俩人也收获了季军。

### 国际赛事
2017年7月，金元浩首次与韩国女双主力的申昇瓚一同出戰美國羽毛球黃金大獎賽。俩人的合作一路打进决赛，对手更是自家人的徐承宰/金荷娜，最终激战三局以1比2 （21-16、14-21、11-21）输了比赛。值得一提的是这两支组合是目前韩国队以新老搭配打造出来的主力，这也让人看到了韩国队对于它们的肯定非常期待。
2018年4月，金元浩分别与李幽琳以及姜敏赫出戰大阪羽毛球國際挑戰賽。在男双準决赛中，激战三局以1比2 （21-17、17-21、18-21）惜败于日本的橋本博且/佐伯祐行。而混双赛事中，强势以2比0 （21-17、21-12）横扫日本的久保田友之祐/志田千陽，夺得混双冠军。

### 赢得黄金赛
首次赢得黄金赛
參加加拿大羽毛球大獎賽，与师姐首次赢得第一个黄金赛事冠军。
2017年7月，金元浩分别与徐承宰和申昇瓚出戰加拿大羽毛球大獎賽。在混双四强中，以三局比拼（15-21、21-10、21-10）反败为胜来自资格赛打起的日本组合權藤公平/永原和可那。决赛中，以2比0（21-19、21-16）直落两局拿下韩国第一组合同胞的催率圭/蔡侑玎，赢得首个黄金赛冠军。而男双四强中，以2比0（21-13、22-20）险胜赛会第一种子中華台北的盧敬堯/楊博涵。决赛中，大战三局以1-2 （20-22、21-16、19-21）被赛会8号种子英格兰的彼得·布里格斯/汤姆·沃尔芬登逆转未能冲击本赛事第二冠。

### 赢得大奖赛
參加韓國羽毛球大師賽，韩羽男双再现新秀组合捍卫本土男双赛事的冠军。
2017年7月，金元浩分别与徐承宰和申昇瓚出戰韓國羽毛球大師賽。在混双四强中，以0比2（17-21、12-21）不敌韩国队友头号组合催率圭/蔡侑玎。而男双四强中，激战三局2比1（23-25、21-12、21-15）逆转了中華台北的廖敏竣/蘇敬恒取胜。决赛中，以2比0 (21-15、21-16）快速地拿下韩国队友的鄭在旭/金基正，夺得本土赛事冠军。

## 主要比賽成績
只列出曾進入準決賽的國際賽事成績：
| 年份   | 賽事                     | 公開賽級別 | 項目     | 拍檔   | 成績   |
| ------ | ------------------------ | ---------- | -------- | ------ | ------ |
| 2016年 | 亞洲青年羽毛球錦標賽     | 其他       | 混合團體 | －     | 亞軍   |
| 2016年 | 亞洲青年羽毛球錦標賽     | 其他       | 混合雙打 | 李幽琳 | 亞軍   |
| 2017年 | 大阪羽毛球國際挑戰賽     | 國際挑戰賽 | 混合雙打 | 李幽琳 | 準決賽 |
| 2017年 | 蘇迪曼盃                 | 其他       | 混合團體 | －     | 冠軍   |
| 2017年 | 加拿大羽毛球大獎賽       | 大獎賽     | 男子雙打 | 徐承宰 | 亞軍   |
| 2017年 | 加拿大羽毛球大獎賽       | 大獎賽     | 混合雙打 | 申昇瓚 | 冠軍   |
| 2017年 | 美國羽毛球黃金大獎賽     | 黃金大獎賽 | 混合雙打 | 申昇瓚 | 亞軍   |
| 2017年 | 世界青年羽毛球錦標賽     | 其他       | 混合團體 | －     | 季軍   |
| 2017年 | 世界青年羽毛球錦標賽     | 其他       | 男子雙打 | 姜敏赫 | 季軍   |
| 2017年 | 澳門羽毛球黃金大獎賽     | 黃金大獎賽 | 男子雙打 | 徐承宰 | 亞軍   |
| 2017年 | 韓國羽毛球大師賽         | 大獎賽     | 男子雙打 | 徐承宰 | 冠軍   |
| 2017年 | 韓國羽毛球大師賽         | 大獎賽     | 混合雙打 | 申昇瓚 | 準決賽 |
| 2018年 | 亞洲羽毛球團體錦標賽     | 其他       | 男子團體 | －     | 季軍   |
| 2018年 | 大阪羽毛球國際挑戰賽     | 國際挑戰賽 | 男子雙打 | 姜敏赫 | 準決賽 |
| 2018年 | 大阪羽毛球國際挑戰賽     | 國際挑戰賽 | 混合雙打 | 李幽琳 | 冠軍   |
| 2018年 | 中國陵水羽毛球大師賽     | 超級100賽  | 男子雙打 | 姜敏赫 | 準決賽 |
| 2018年 | 美國羽毛球公開賽         | 超級300賽  | 男子雙打 | 姜敏赫 | 亞軍   |
| 2019年 | 西班牙羽毛球大師賽       | 超級300賽  | 男子雙打 | 徐承宰 | 亞軍   |
| 2019年 | 大阪羽毛球國際挑戰賽     | 國際挑戰賽 | 男子雙打 | 朴炅熏 | 準決賽 |
| 2019年 | 大阪羽毛球國際挑戰賽     | 國際挑戰賽 | 混合雙打 | 鄭娜銀 | 冠軍   |
| 2019年 | 亞洲羽毛球錦標賽         | 其他       | 男子雙打 | 姜敏赫 | 季軍   |
| 2019年 | 蒙古國羽毛球國際賽       | 國際挑戰賽 | 男子雙打 | 朴炅熏 | 冠軍   |
| 2019年 | 韓國羽毛球大師賽         | 超級300賽  | 男子雙打 | 朴炅熏 | 準決賽 |
| 2021年 | 蘇迪曼盃                 | 其他       | 混合團體 | －     | 季軍   |
| 2022年 | 韓國羽毛球公開賽         | 超級500賽  | 混合雙打 | 鄭娜銀 | 準決賽 |
| 2022年 | 韓國羽毛球大師賽         | 超級300賽  | 男子雙打 | 催率圭 | 準決賽 |
| 2022年 | 印尼羽毛球公開賽         | 超級1000賽 | 男子雙打 | 催率圭 | 亞軍   |
| 2022年 | 日本羽毛球公開賽         | 超級750賽  | 男子雙打 | 催率圭 | 準決賽 |
| 2022年 | 法國羽毛球公開賽         | 超級750賽  | 男子雙打 | 催率圭 | 準決賽 |
| 2022年 | 澳洲羽毛球公開賽         | 超級300賽  | 混合雙打 | 鄭娜銀 | 亞軍   |
| 2023年 | 印度羽毛球公開賽         | 超級750賽  | 混合雙打 | 鄭娜銀 | 準決賽 |
| 2023年 | 泰國羽毛球大師賽         | 超級300賽  | 混合雙打 | 鄭娜銀 | 準決賽 |
| 2023年 | 亞洲羽球混合團體錦標賽   | 其他       | 混合團體 | －     | 亞軍   |
| 2023年 | 德國羽毛球公開赛         | 超級300賽  | 男子雙打 | 催率圭 | 冠軍   |
| 2023年 | 德國羽毛球公開赛         | 超級300賽  | 混合雙打 | 鄭娜銀 | 亞軍   |
| 2023年 | 全英羽毛球公開賽         | 超級1000賽 | 混合雙打 | 鄭娜銀 | 準決賽 |
| 2023年 | 蘇迪曼盃                 | 其他       | 混合團體 | －     | 亞軍   |
| 2023年 | 泰國羽毛球公開賽         | 超級500賽  | 男子雙打 | 催率圭 | 準決賽 |
| 2023年 | 泰國羽毛球公開賽         | 超級500賽  | 混合雙打 | 鄭娜銀 | 冠軍   |
| 2023年 | 新加坡羽毛球公開賽       | 超級750賽  | 男子雙打 | 催率圭 | 準決賽 |
| 2023年 | 新加坡羽毛球公開賽       | 超級750賽  | 混合雙打 | 鄭娜銀 | 準決賽 |
| 2023年 | 亞洲運動會羽毛球比賽     | 其他       | 男子團体 | －     | 銅牌   |
| 2023年 | 亞洲運動會羽毛球比賽     | 其他       | 男子雙打 | 催率圭 | 銀牌   |
| 2023年 | 法國羽毛球公開賽         | 超級750賽  | 混合雙打 | 鄭娜銀 | 準決賽 |
| 2024年 | 馬來西亞羽毛球公開賽     | 超級1000賽 | 混合雙打 | 鄭娜銀 | 亞軍   |
| 2024年 | 印度羽毛球公開賽         | 超級750賽  | 混合雙打 | 鄭娜銀 | 準決賽 |
| 2024年 | 印尼羽毛球大師賽         | 超級500賽  | 混合雙打 | 鄭娜銀 | 準決賽 |
| 2024年 | 亞洲羽毛球團体錦標賽     | 其他       | 男子團体 | －     | 季軍   |
| 2024年 | 德國羽毛球公開賽         | 超級300賽  | 混合雙打 | 鄭娜銀 | 亞軍   |
| 2024年 | 奧林匹克運動會羽毛球比賽 | 其他       | 混合雙打 | 鄭娜銀 | 銀牌   |
| 2024年 | 韓國羽球公開賽           | 超級500賽  | 混合雙打 | 鄭娜銀 | 準決賽 |
| 2024年 | 丹麥羽毛球公開賽         | 超級750賽  | 混合雙打 | 鄭娜銀 | 準決賽 |
| 2024年 | 韓國羽毛球大師賽         | 超級300賽  | 男子雙打 | 真龍   | 亞軍   |
| 2025年 | 馬來西亞羽毛球公開賽     | 超級1000賽 | 男子雙打 | 徐承宰 | 冠軍   |
| 2025年 | 印度羽毛球公開賽         | 超級750賽  | 男子雙打 | 徐承宰 | 亞軍   |
| 2025年 | 德國羽毛球公開賽         | 超級300賽  | 男子雙打 | 徐承宰 | 冠軍   |
| 2025年 | 奧爾良羽毛球大師賽       | 超級300賽  | 男子雙打 | 徐承宰 | 準決賽 |
| 2025年 | 全英羽毛球公開賽         | 超級1000賽 | 男子雙打 | 徐承宰 | 冠軍   |
| 2025年 | 蘇迪曼盃                 | 其他       | 混合團體 | －     | 亞軍   |
| 2025年 | 新加坡羽毛球公開賽       | 超級750賽  | 男子雙打 | 徐承宰 | 亞軍   |
| 2025年 | 印尼羽毛球公開賽         | 超級1000賽 | 男子雙打 | 徐承宰 | 冠軍   |
| 2025年 | 日本羽毛球公開賽         | 超級750賽  | 男子雙打 | 徐承宰 | 冠軍   |

| 2007-2017年 | 首要超級賽 | 超級賽 | 黃金大獎賽 | 大獎賽 | 國際挑戰賽 | 國際系列賽 | 未來系列賽 | 其他 |

| 2018-2026年 | 總決賽 | 超級1000賽 | 超級750賽 | 超級500賽 | 超級300賽 | 超級100賽 | 國際挑戰賽 | 國際系列賽 | 未來系列賽 | 其他 |

### 世界冠軍頭銜
金元浩在羽毛球生涯中共奪得1項羽毛球世界冠軍頭銜。
| 賽事     | 奪冠次數 | 年份               |
| -------- | -------- | ------------------ |
| 蘇迪曼盃 | 1        | 2017年（混合團體） |
| 總計     | 1        |                    |

### 奧運會和世錦賽參賽紀錄
|          | 搭檔   | 2023  | 2024 |
| -------- | ------ | ----- | ---- |
| 男子雙打 | 催率圭 | 32強3 | －   |
|          |        |       |      |
| 混合雙打 | 鄭那銀 | 8強   | 銀牌 |

- ^  注解3：退賽

## 外部連結
- 金元浩在世界羽球聯盟的登錄資料
- 金元浩的Instagram帳戶
- 金元浩(羽毛球運動員)的Facebook專頁